# Kościół w Ragowie
Kościół w Ragowie (niem. Dorfkirche Ragow) – protestancki kościół zlokalizowany w Niemczech, w gminie Ragow-Merz, w miejscowości Ragow, na terenie Brandenburgii, w powiecie Oder-Spree.

## Historia
Początki obiektu datowane są na XIV wiek. W XVIII wieku świątynię przedłużono w kierunku wschodnim (zakrystia i krypta). W drugiej połowie XIX wieku, nad zachodnim szczytem nawy, wzniesiono ceglano-szachulcową wieżę (dzwonnicę), z otworami dźwiękowymi z trzech stron. W latach 1993–1995 kościół został wyremontowany. Ustabilizowano m.in. wieżę, która groziła zawaleniem. Zrekonstruowano również konstrukcję dachu nawy głównej. Latarnię pokryto nową blachą, a nawa została pokryta czerwonymi gładkimi płytkami. W 1984 obiekt wpisano na listę zabytków.

## Architektura
Kościół jest murowany, wzniesiony na rzucie prostokąta, kryty dwuspadowym dachem. Z okresu budowy kościoła pochodzi portal południowy, który jest obecnie zamurowany. Dach wieży wieńczy latarnia z krzyżem. Z drugiej połowy XIX wieku pochodzi niewielka dobudówka po stronie zachodniej.

## Wyposażenie
Do najważniejszych elementów wyposażenia kościoła należą:
- barokowy kosz ambony nad drzwiami krypty; łuki kosza opatrzone są sentencjami biblijnymi,
- drewniana, sześcioboczna chrzcielnica z 1837,
- czworoboczna mównica,
- ołtarz pochodzący prawdopodobnie z pierwszej połowy XIX wieku,
- pozostałości średniowiecznych malowideł ściennych,
- galeria zachodnia z malowidłami kwiatowymi na parapetach,
- dziewięciorejestrowe organy w krużganku zachodnim[2].

## Galeria

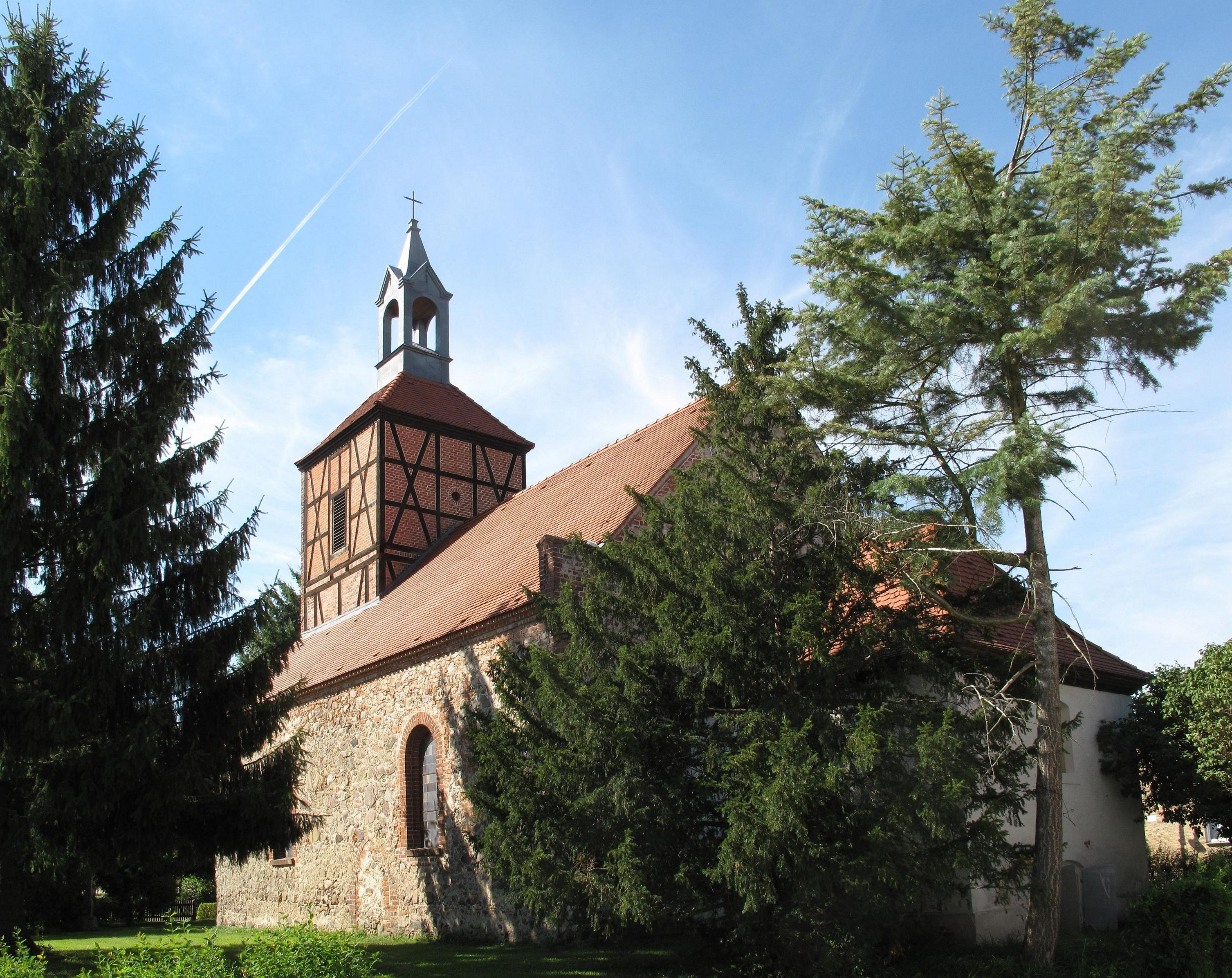
Widok od prezbiterium
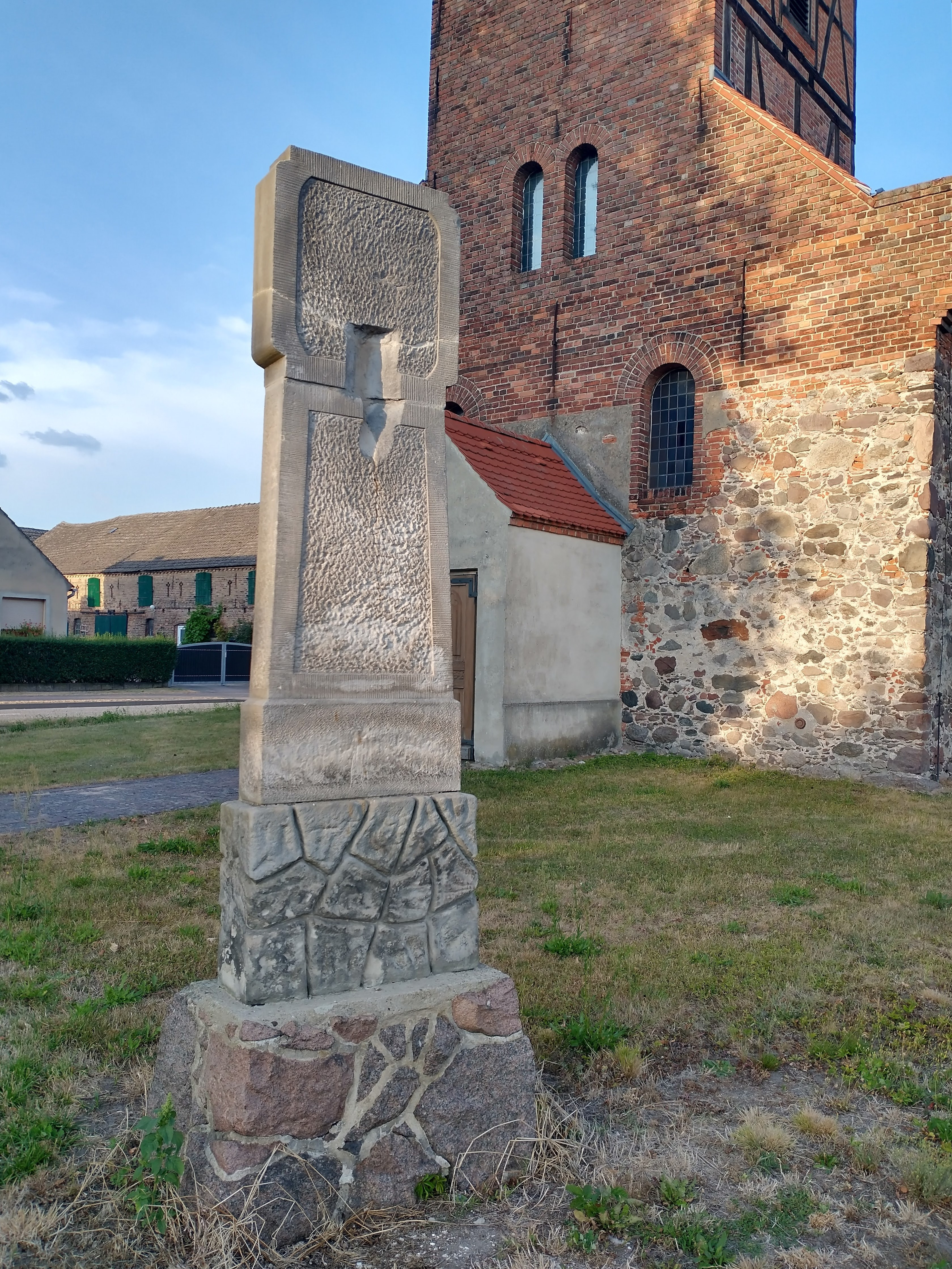
Pomnik przy kościele
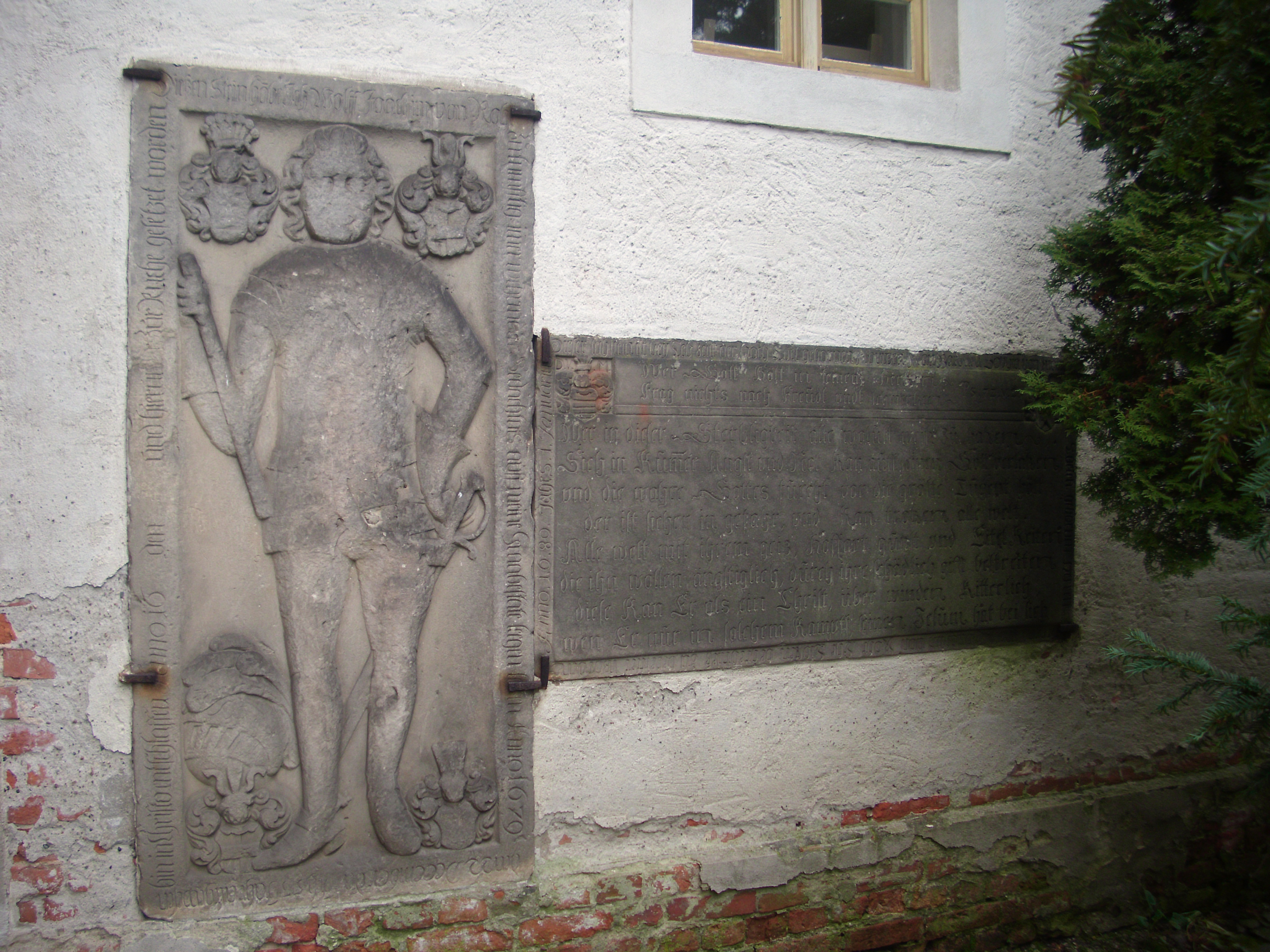
Płyta nagrobna rodziny von Rohr